# اتوگن اکه
اتوگن اکه (انگلیسی: Etugen Eke) الهه یا ایزدبانو زمین در تنگری‌باوری است. اعتقاد بر این بود که او همیشه باکره است. کلمه «اتوگن» با زن و دختر کایرا پیوند دارد. همچنین نام او ممکن است از Ötüken، کوه مقدس زمین و باروری[ الهه ترکان باستان (مردم ترک) سرچشمه گرفته باشد.